# 伊莎贝尔·桑福德
伊莎贝尔·桑福德（英語：Isabel Sanford，1917年8月29日—2004年7月9日），女，美国演员。曾获得黄金时段艾美奖喜剧类电视系列剧最佳女主角。